# Russische Ökologische Partei „Die Grünen“
Die Russische Ökologische Partei „Die Grünen“ (russisch Российская экологическая партия «зелёные») ist eine politische Partei in Russland. Sie vertritt ökologische Positionen und unterstützt gesellschaftspolitisch die Politik von Präsident Wladimir Putin.

## Geschichte

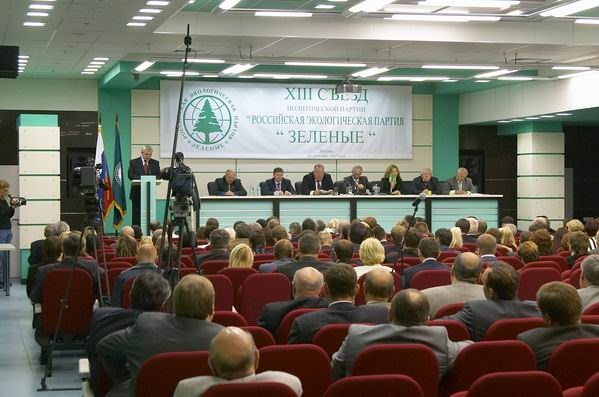
Parteitag 2007

1993 wurde die ökologische Bewegung „Kedr“ (Zeder) gegründet. 1994 wurde sie in die Konstruktiv-Ökologische Partei „Kedr“ umgewandelt. 2002 wurde sie in Russische Ökologische Partei „Die Grünen“ umbenannt.
2008 strukturierte sich die Partei wieder in die Organisation Russische Ökologische Gesellschaft „Die Grünen“ um. Sie empfahl ihren etwa 60.000 Mitgliedern, der Partei Gerechtes Russland beizutreten. 2012 beschloss sie auf einem Kongress wieder die Umwandlung in eine Partei Russische Ökologische Partei „Die Grünen“.
2013 erreichte sie bei Regionalwahlen zum Parlament der Republik Kabardino-Balkarien 5,11 % der Stimmen und erhielt zwei Abgeordnetenmandate. Daher konnte sie als einzige ökologische Partei zu den Wahlen zur Duma 2016 antreten und erreichte 0,76 %.

## Projekte
Die Partei unterhält eine Grüne Patrouille, sie betreibt eine Lotterie Priroda (Natur) und hat eine Kinderorganisation Grüner Planet.
Von 1995 bis 2002 arbeitete sie mit der Partei Unser Haus Russland zusammen, von 2002 bis 2006 mit der Partei des Lebens, von 2006 bis 2012 mit der Partei Gerechtes Russland. Die Grüne Patrouille betrieb sie gemeinsam mit der Partei Bürgerkraft von 2009 bis 2012. Seit 2013 gehört sie zur Gesamtrussischen Nationalen Front, die die Politik von Präsident Putin unterstützt.